# Jens Voigt
Pour les articles homonymes, voir Voigt.
Jens Voigt, né le 17 septembre 1971 à Grevesmühlen (Allemagne), est un coureur cycliste allemand, professionnel de 1997 à 2014.
Connu pour ses victoires acquises au prix de nombreuses échappées, cet excellent rouleur a remporté deux étapes du Tour de France (en 2001 et 2006) et le Tour de Pologne 2008. Voigt est également un grimpeur correct, ce qui lui a permis de gagner cinq fois le Critérium international ainsi que le Tour d'Allemagne en 2006 et en 2007.
Le 18 septembre 2014, il bat le record de l'heure à Granges en Suisse. Son record est battu deux mois plus tard par l'Autrichien Matthias Brändle,.

## Biographie

### Jeunesse et carrière amateur
Originaire de la province du Mecklembourg, située dans l'ancienne République démocratique allemande (RDA), Jens Voigt, comme plusieurs champions allemands des années 1990 a été formé dans le contexte éducatif et sportif de ce pays. Détecté très jeune, il obtient sa première victoire à l'âge de neuf ans, il progresse si bien qu'il intègre une section d'études sportives à Berlin à 14 ans. À la fin de ses études, il effectue son service militaire dans une unité pour sportifs. Junior, ses qualités de rouleur sont remarquées par les sélectionneurs de l'équipe nationale.
En 1989, il est intégré dans l'équipe de la RDA pour le championnat du monde junior du contre-la-montre par équipe. Disputée sur le circuit de Krylatskoïe, près de Moscou, dominée par l'équipe d'Italie, où l'on remarque Andrea Peron, Davide Rebellin, l'épreuve chronométrée livre un verdict en demi-teinte pour les jeunes coureurs est-allemands (Steffen Wesemann, Frank Schinck, Jan Schaffrath, Jens Voigt) qui prennent la sixième place. Devant eux, outre le tiercé des équipes d'Italie, des Pays-Bas, de l'Union soviétique, s'intercalent les Tchécoslovaques et une équipe des États-Unis où ont place des hommes que Jens Voigt va retrouver au cours de sa carrière, Lance Armstrong, Bobby Julich. En 1990, encore junior, il est sélectionné dans l'équipe no 2 de la RDA pour disputer une épreuve internationale : le Chrono olympique de Forst, calqué sur l'épreuve olympique des 100 km contre-la-montre en équipes, permettait aux sélectionneurs nationaux de tester et d'ajuster les équipes disputant le championnat du monde de la spécialité Il y prend une encourageante deuxième place.
Il poursuit quelques années sa carrière cycliste dans la catégorie amateurs. En 1991, avec l'équipe numéro 1 d'Allemagne (réunifiée) (Bernd Dittert, Siegfried Höbel, Jörg Welda, Jens Voigt), il remporte le Chrono "olympique" de Forst : c'est sa première grande victoire internationale. Il se place en fin de saison 5e de la Grundig-Cup, un challenge basé sur les résultats de l'année. L'année suivante, il est second du championnat d'Allemagne du contre la montre par équipes. Avec la même équipe du club Berliner TSC, en 1993 il est Champion d'Allemagne dans l'épreuve des 100 km contre la montre par équipes. Malgré ce titre, il semble marquer le pas en cette année 1993, où il remporte un seul résultat, une étape au Tour de La Westphalie orientale-Lippe qu'il termine à la 6e place. Mais durant la saison 1994, il franchit une étape importante de sa carrière cycliste.
En 1994, ses résultats montrent que de bon équipier, il peut accéder au statut de leader. Il remporte en avril le Tour de Basse-Saxe, devant Jan Ullrich. En mai il gagne la Course de la Paix, course par étapes « phare » chez les amateurs. Sur cette course disputée en 10 jours, Jens Voigt, sélectionné dans l'équipe d'Allemagne, prend la tête de la course au soir de la 5e étape, il la consolide le lendemain en terminant 3e de l'étape contre-la-montre, pour ne plus la quitter. Il continue sur sa lancée et remporte le championnat régional de Berlin. 55e du championnat du monde amateur sur route 1994, il s'adjuge en octobre une autre course à étapes significative, le Pacific Power-Commonwealth Brank Tour. Au terme de la 16e étape finale sa première place au classement général ne souffre pas la contestation ; il devance le Suédois Michael Andersson de plus de cinq minutes, le troisième est à plus de neuf minutes. Il termine la saison à la 3e place du classement de la Rad-Bundesliga et à la 2e place du Brügelmann-Champion-Wertung 1994. 
En 1995, il se distingue en début de saison sur les routes françaises : remportant une étape du Tour de Normandie, il est second  au classement final. Il ajoute à sa moisson la 5e étape du Tour de Rhénanie-Palatinat, où il se classe à la 3e place finale, et gagne le Tour du Harz. Il remporte la 1re étape du Charity-Radtour, en Autriche, épreuve internationale qu'il achève à la 3e place. Il pointe à la 5e place du classement annuel de la Bundesliga.
En 1996, il est deuxième du championnat du monde militaires. Et il obtient des résultats intéressants qui, joints aux bouleversements par l'UCI des catégories « amateurs » et « espoirs » et à la nouvelle classification des courses, lui font franchir pas vers le professionnalisme : 3e du Rapport Toer, en Afrique du Sud, où il remporte une étape, 6e du Tour de Basse-Saxe, où il remporte avec l'équipe allemande l'étape contre la montre par équipes, 8e de la Course de la Paix, 4e du Tour de Rhénanie-Palatinat, où il remporte la première étape, vainqueur du Tour de Saxe (où il gagne aussi le prix de la montagne), 7e du Tour de Hesse, où il remporte la 3e étape, 6e du championnat d'Allemagne sur route, il achève sa saison en Australie par une 2e place du Pacific Power-Commonwealth Brank Tour en y remportant là aussi le prix de la montagne.
À la fin de l'année 1996, 2e du Brügelmann-Champion-Wertung, il est engagé comme stagiaire par l'équipe Giant-AIS, qui lui fait signer un contrat professionnel pour la saison suivante.

### 1997: début de carrière professionnelle
Jens Voigt devient professionnel au début de l'année 1997 dans l'équipe australienne ZVVZ-Giant-AIS (de). Pendant cette saison, il remporte sa première victoire professionnelle, le Tour de Basse-Saxe qu'il avait déjà gagné sous le statut amateur. Il assortit ce succès d'une victoire d'étape. Il participe une nouvelle fois à la Course de la Paix. Souvent placé dans les étapes, deux fois second (6e et 8e étapes), une fois 5e, deux fois 6e, il termine la course en montant sur la troisième marche du podium. Il termine second du Tour de Langkawi, 7e du Tour du Poitou-Charentes, où il se fait remarquer aux avants-postes, et 9e du Championnat d'Allemagne.
En fin de saison, le sponsor ZVVZ se retire de l'équipe Giant. Jens Voigt est engagé par l'équipe française Gan.

### De 1998 à 2003 au Crédit agricole

#### 1998: première saison chez Gan, premier Tour de France
Durant sa première saison chez Gan, Jens Voigt participe à son premier Tour de France. Durant cette course marquée par l'« affaire Festina », il est échappé lors de la neuvième étape. Deuxième à l'arrivée, battu par Léon van Bon, il devient le premier Allemand à porter le maillot à pois du Tour. Il le perd dès le lendemain. Il termine le Tour à la 83e place. Par ailleurs si son palmarès ne s'orne que d'une victoire d'étape au Tour du Pays basque, il doit sa sélection dans l'équipe du Tour à une 4e place de Paris-Camembert et surtout une 7e place au Critérium du Dauphiné libéré. Il termine la saison par une 2e place à la Polymultipliée. Cette première année dans l'équipe dont le leader est Chris Boardman lui fait connaître (et terminer) notamment les grandes classiques Milan-San Remo, Liège-Bastogne-Liège et le Tour de Lombardie. Il est classé 61e du classement mondial de l'UCI.

#### 1999: première victoire au Critérium international
L'équipe Gan est reprise par un autre sponsor, Crédit agricole. Sous ce nouveau maillot Jens Voigt remporte le Critérium international. Au Tour de France, qu'il termine à la 60e place, il se signale à la  fin de l'épreuve en terminant 9e de l'étape contre-la-montre au Futuroscope. C'est associé à Chris Boardman qu'il remporte deux courses contre-la-montre en duo, le Grand Prix Breitling à Karlsruhe et le Duo normand et qu'il termine 3e du Grand Prix Eddy Merckx à Bruxelles. Contre-la-montre encore, mais individuellement il termine 3e du Grand Prix des Nations. Il entre dans le "top 10" de plusieurs grandes épreuves internationales, cumulant les 9e places à Paris-Nice, à la Flèche wallonne et au Championnat du monde contre-la-montre "élite". Il pointe en fin de saison à la 41e place du classement mondial de l'UCI.

#### 2000: une année en demi-teinte
Sa troisième participation au Tour de France se solde d'une nouvelle 60e place au classement final. À son actif sur ce Tour une 4e place lors de la 18e étape à Fribourg-en-Brisgau et une 5e place au classement final de la « combativité ». Il remporte le Tour de Bavière, le Grand Prix de Cholet-Pays de Loire et une étape de Tirreno-Adriatico, termine 2e du Circuit de la Sarthe et 2e du Grand Prix Eddy Merckx (associé à Chris Boardman), 3e du Mémorial Josef Vögli (en duo avec Chris Boardman encore), 7e du Championnat du monde contre-la-montre, il est sélectionné pour les Jeux olympiques de Sydney, où il est classé 56e de l'épreuve individuelle en ligne remportée par son coéquipier Jan Ullrich. C'est à peu près son classement mondial UCI en fin d'année (53e). En retrait  de l'année antérieure.

#### 2001: première victoire d'étape sur le Tour de France et une saison à succès
En juillet 2001, Jens Voigt dispute son quatrième Tour de France. Lors de la deuxième étape, il fait partie avec d'un groupe de seize coureurs, dont ses équipiers Stuart O'Grady, Anthony Morin et Bobby Julich, qui s'échappe à 58 km de l'arrivée, située à Anvers en Belgique. Les coureurs du Crédit agricole font en sorte de maintenir une avance suffisante (22 secondes à l'arrivée) pour que Stuart O'Grady s'empare du maillot jaune. L'équipe Crédit agricole remporte ensuite à Bar-le-Duc la cinquième étape, un contre-la-montre par équipes lors duquel elle devance les équipes ONCE, Festina et US Postal. L'Australien Stuart O'Grady, maillot jaune depuis l'avant-veille, voit ainsi sa première place confortée et est désormais suivi au classement par deux coéquipiers : Jens Voigt et l'Américain Bobby Julich,,. Deux jours plus tard, Voigt termine deuxième à Colmar, 11 secondes après Laurent Jalabert et avec plus de 4 minutes d'avance sur le peloton. Il s'empare par conséquent du maillot jaune, aux dépens d'O'Grady. Le lendemain, ce dernier le récupère en faisant partie de l'« échappée de Pontarlier », formée de 14 coureurs et qui arrive avec plus de 30 minutes d'avance sur le peloton. O'Grady porte le maillot jaune durant deux étapes, et le perd à L'Alpe d'Huez. Il porte ensuite le maillot vert, qu'il cède le dernier jour à Erik Zabel. Lors de la seizième étape, Jens Voigt fait partie d'un groupe de sept coureurs échappés qui effectue plus de 160 km en tête de la course. Il s'en extrait avec l'Australie Bradley McGee, qu'il distance en fin de parcours. Il remporte cette étape à Sarran (Corrèze), avec plus de 25 minutes d'avance sur le peloton. Il termine ce Tour à la 46e place, son meilleur classement jusqu'alors.
Par ailleurs il remporte plusieurs épreuves : le Grand Prix des Nations, le Duo normand (avec Jonathan Vaughters), le Tour de Bavière, où il gagne une étape, le Tour du Poitou-Charentes, une étape au Critérium du Dauphiné libéré, à la Route du sud, au Tour de Pologne (qu'il termine à la 2e place finale). Il est classé 3e au Critérium international et au Grand Prix de Fourmies. Le classement mondial de l'UCI enregistre sa progression : il achève l'année à la 15e place.

#### 2002: année «sans»
Après un bon début de saison, 6e de Paris-Nice, Jens Voigt remporte la 3e étape (contre-la-montre) du Critérium international qu'il termine à la 4e place finale. Mais cette victoire est la seule de sa saison. 2e du Tour de Bavière, 4e du Tour d'Allemagne au printemps, il participe pour la cinquième fois au Tour de France. Il le termine à la 110e place. Au classement mondial de l'UCI il rétrograde à la 75e place.

#### 2003: dernière saison sous les ordres de Roger Legeay
De nouveau brillant au Critérium international où il enlève la 3e étape, terminant 2e de l'épreuve, 5e du Tour de Bavière, 6e du Circuit de la Sarthe et du Tour de Vendée, 7e de la Route du sud, il obtient son billet pour le Tour de France. Mais il est contraint à l'abandon lors de la 11e étape. Il ne réapparaît que fin août pour remporter le Tour du Poitou-Charentes, dont il gagne l'étape contre-la-montre. 4e du Grand Prix Eddy Merckx (avec Christophe Moreau), il triomphe dans Paris-Bourges. Aux classements de fin de saison, il est 5e de la Coupe de France et remonte à la 42e place au "baromètre" international de l'UCI.

### Sous la direction de Bjarne Riis de 2004 à 2010

#### 2004: deuxième victoire au Critérium international

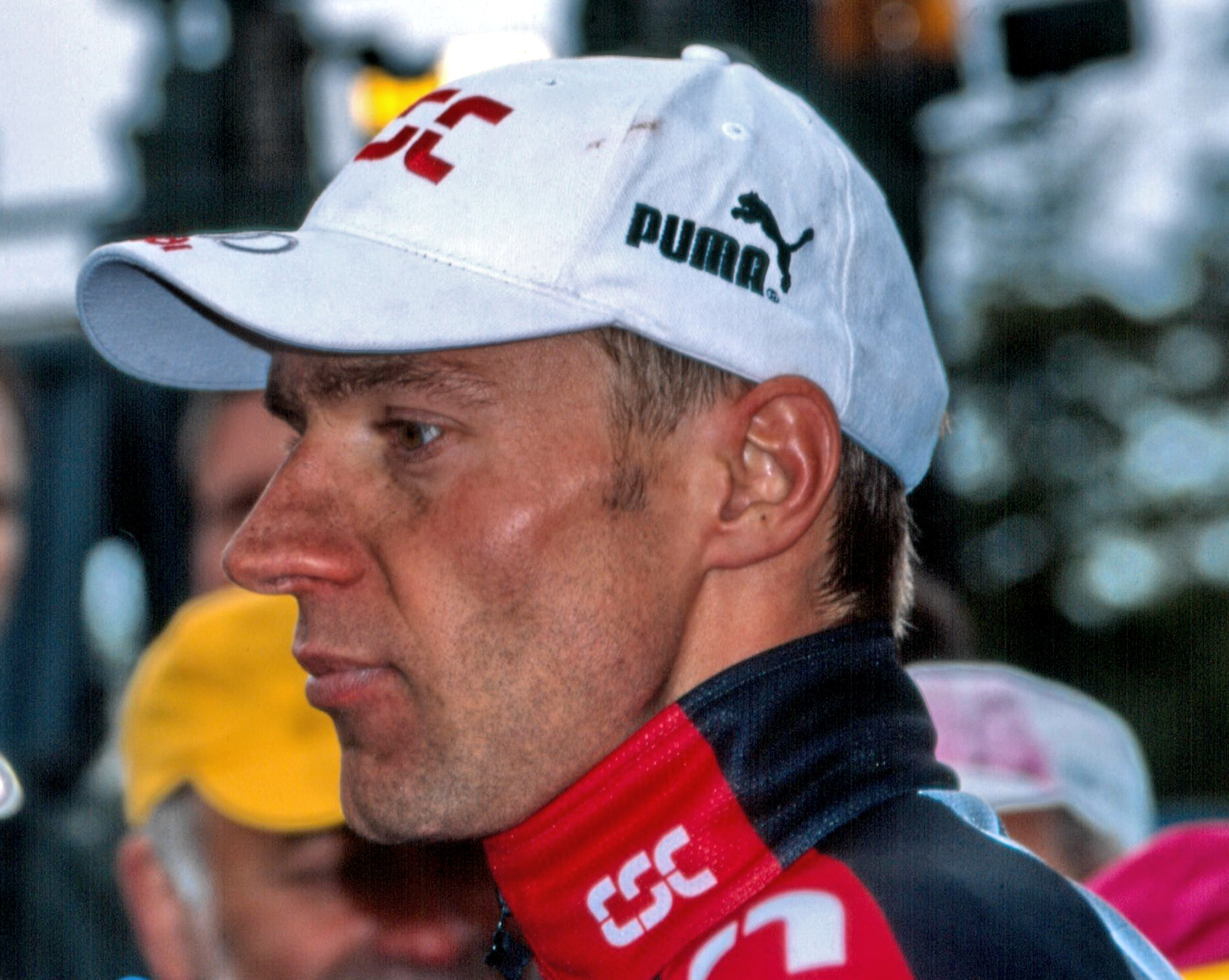
Jens Voigt pendant le Tour d'Allemagne 2004

Fin 2003, Jens Voigt signe pour la saison 2004 dans l'équipe danoise Team CSC, dirigée par Bjarne Riis et qui recrute également cette année-là les Italiens Michele Bartoli et Ivan Basso, en provenance de l'équipe Fassa Bortolo. Voigt réalise l'une des meilleures saisons de sa carrière. En mars, il est quatrième de Paris-Nice puis remporte le Critérium international en s'adjugeant deux des trois étapes, dont le contre-la-montre. Le mois suivant, il est vainqueur d'étape au Tour du Pays basque, dont il gagne également les classements de la montagne et des metas volantes. En mai, il remporte le Tour de Bavière et se classe deuxième du Tour d'Allemagne, derrière Patrik Sinkewitz. Après un nouveau podium au championnat d'Allemagne du contre-la-montre, derrière Michael Rich et Sebastian Lang, il participe au Tour de France. L'équipe CSC y place deux coureurs parmi les dix premiers du classement général : Ivan Basso, troisième, et Carlos Sastre, huitième. Voigt est 35e, son meilleur classement jusqu'alors. Après la « Grande boucle », il signe un contrat pour deux saisons supplémentaires avec CSC. Il gagne avec Bobby Julich du Luk Challenge, un contre-la-montre disputé en duo, puis termine deuxième du Tour du Danemark, remporté par son coéquipier Kurt Asle Arvesen, et dont il gagne une étape contre-la-montre. En août, il fait partie de l'équipe d'Allemagne lors de la course en ligne des Jeux olympiques, avec Jan Ullrich, Erik Zabel, Andreas Klöden et Michael Rich. Il termine à la 64e place tandis que Zabel remporte le sprint du peloton pour prendre la quatrième place. À la fin de l'année, Jens Voigt occupe la 19e place du classement UCI. Il y est le deuxième coureur de la CSC, derrière Basso, et le deuxième Allemand, derrière Erik Zabel.

#### 2005: podium sur Liège-Bastogne-Liège

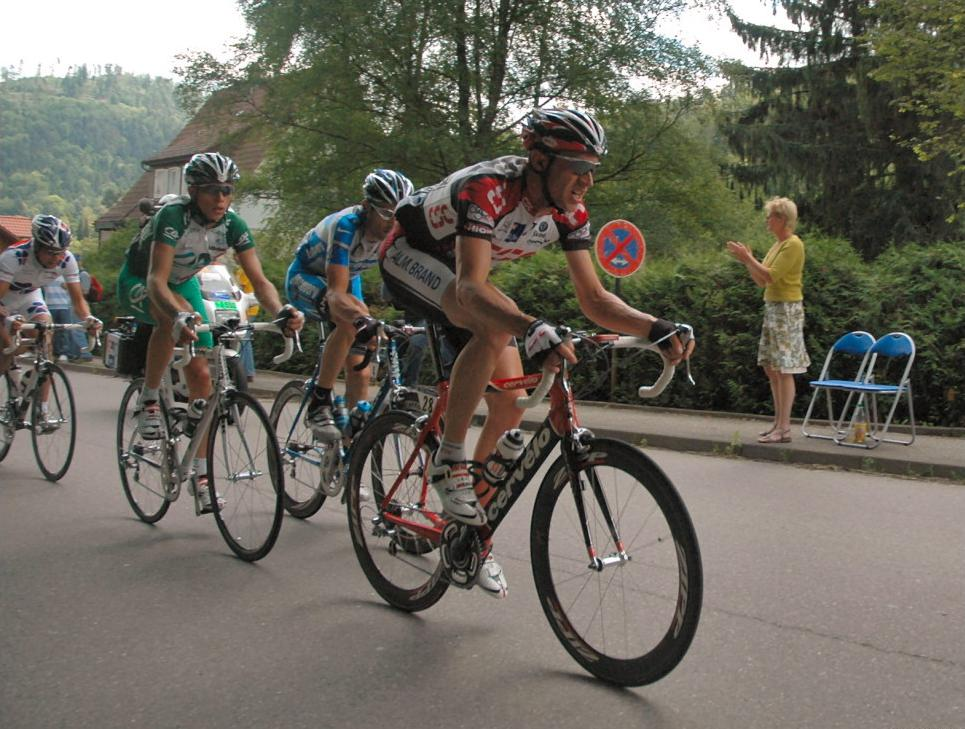
Pendant le Tour de France 2005

La saison 2005 inaugure l'UCI ProTour, qui remplace avec les circuits continentaux l'ancien calendrier international et la Coupe du monde. Les catégories d'équipes sont également modifiées. CSC, jusque-là en première division, obtient une licence ProTour qui lui permet, et l'oblige à participer à toutes les compétitions du calendrier ProTour. Jens Voigt commence sa saison en France. Il remporte une étape de l'Étoile de Bessèges en solitaire et termine cette course à la quatrième place du classement général. Il gagne ensuite le Tour méditerranéen, devant son coéquipier Fränk Schleck. Il enlève trois étapes, dont celle se terminant au mont Faron, ainsi que le contre-la-montre par équipes. Il participe ensuite à Paris-Nice, première course ProTour de l'année. Il en gagne le prologue, le classement par points, et termine à la quatrième place du classement général. Au Critérium international, il est deuxième du contre-la-montre et cinquième du classement général, dont Bobby Julich occupe la première place. En avril, il s'impose à nouveau en solitaire lors d'une étape du Tour du Pays basque. Il prend part ensuite aux classiques ardennaises. Lors de Liège-Bastogne-Liège, il attaque dans la côte de la Vecquée et n'est suivi que part Alexandre Vinokourov. Ils parcourent ensemble les 50 derniers kilomètres. À l'arrivée, Vinokourov s'impose au sprint. Voigt, deuxième, obtient là son meilleur résultat sur une classique « monument ». En mai, il gagne une étape contre-la-montre du Tour de Bavière. Au championnat d'Allemagne du contre-la-montre, le podium est identique à l'année précédente : Jens Voigt est devancé par Rich et Lang. Au Tour de France, l'équipe CSC a pour leader Ivan Basso. Huitième du prologue et deuxième du contre-la-montre par équipes avec CSC, Voigt figure parmi les premiers au classement général durant la première semaine de course. Lors de la neuvième étape, il s'échappe du peloton avec Christophe Moreau, dans l'ascension du Ballon d'Alsace, à la poursuite de Michael Rasmussen. Ils ne parviennent pas à le rattraper. Cependant, en arrivant à Mulhouse avec trois minutes d'avance sur le peloton, Voigt s'empare du maillot jaune porté jusque-là par Lance Armstrong. Il le perd dès l'étape suivante, en terminant cette première étape alpestre, à Courchevel, avec plus de trente minutes de retard. Le lendemain, il arrive hors délai et est éliminé. Ivan Basso termine deuxième de ce Tour, le septième que remporte Lance Armstrong. Vainqueur à nouveau du Luk Challenge avec Julich à la fin du mois, Voigt aide Ivan Basso à gagner le Tour du Danemark en août. En fin de saison, il prend part à la course en ligne des championnats du monde à Madrid avec l'équipe d'Allemagne, et ne la termine pas. Il termine l'année à la 29e place du classement du ProTour, qui ne prend en compte que les courses du calendrier ProTour et non toutes les courses du calendrier international comme l'ancien classement UCI. CSC est première du classement par équipes. Le contrat de Voigt avec l'équipe est prolongé jusqu'en 2007.

#### 2006: première victoire sur le Tour d'Allemagne

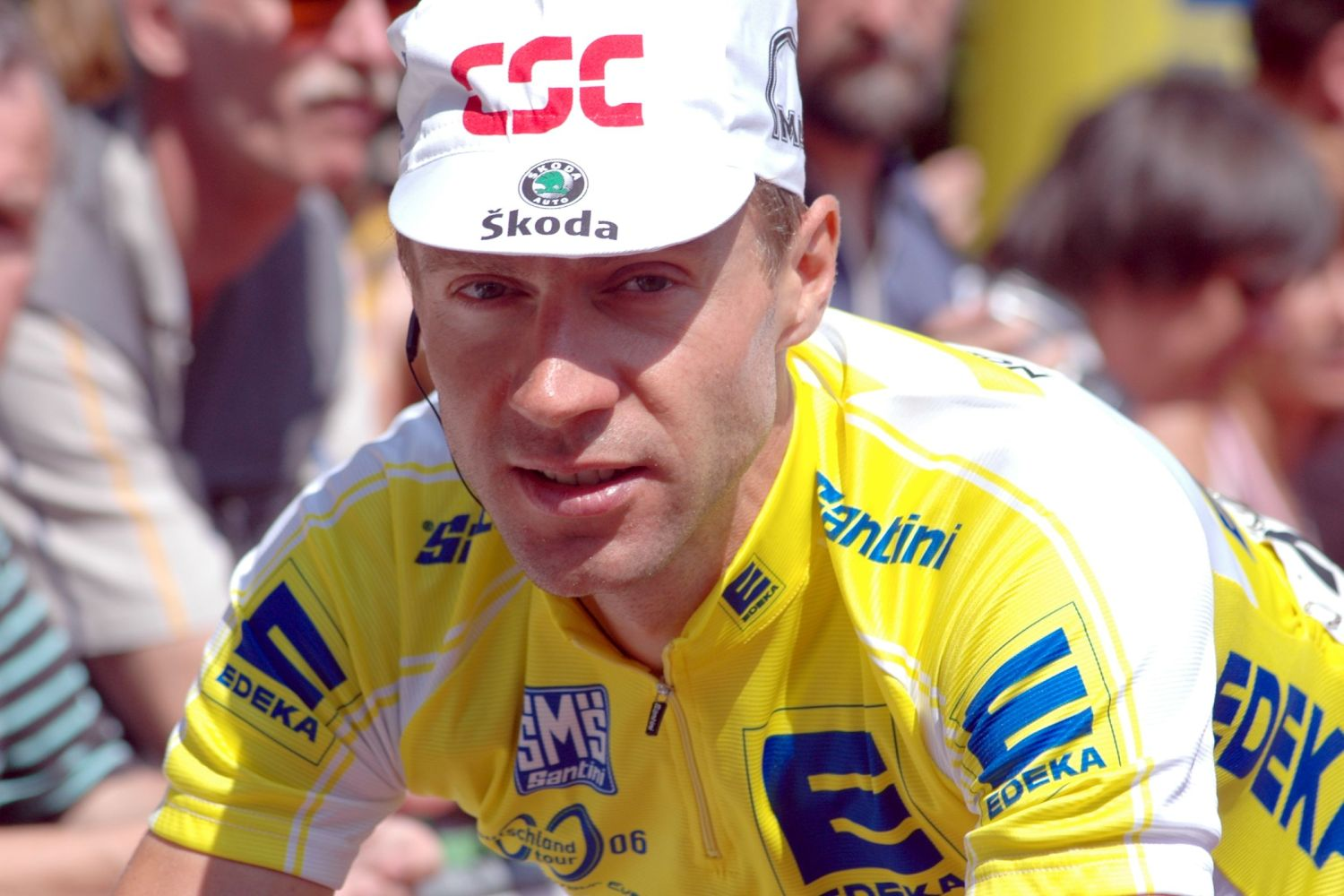
Jens Voigt lors du Tour d'Allemagne 2006

L'équipe CSC aborde la saison 2006 avec des ambitions pour les trois grands tours : Ivan Basso visera la victoire aux Tours d'Italie et de France, Carlos Sastre au Tour d'Espagne. L'intersaison a été marquée pour Voigt par une fracture à l'épaule, causée par une chute lors d'un cyclo-cross en novembre. Sa préparation hivernal a été retardée, rendant son début de saison difficile. Celui-ci démarre par un abandon lors du Challenge de Majorque, à cause d'une autre chute. Voigt participe ensuite à Paris-Nice, au Critérium international, remporté par Ivan Basso, au Tour du Pays basque et aux classiques ardennaises, dont l'Amstel Gold Race que gagne Fränk Schleck. Le meilleur résultat de Voigt durant cette période est la sixième place du contre-la-montre du Critérium international. Pour la première fois de sa carrière, il prend part au Tour d'Italie, afin d'aider Ivan Basso à le remporter, ainsi que le Tour de France deux mois plus tard. Basso remporte et domine ce Giro, terminant avec plus de neuf minutes d'avance sur le deuxième, José Enrique Gutiérrez. Il salue le travail de ses équipiers dont Voigt qui obtient une deuxième place au col de San Pellegrino, en ne disputant pas le sprint avec Juan Manuel Garate,. La CSC remporte en outre le contre-la-montre par équipes. En juin, Jens Voigt obtient sa première victoire individuelle de l'année, l'étape contre-la-montre du Ster Elektrotoer, qu'il termine à la dixième place. Il remporte ensuite avec ses coéquipiers le contre-la-montre par équipes d'Eindhoven et termine le mois avec deux troisièmes places aux championnats d'Allemagne sur route. À quelques jours du Tour, le développement de l'« affaire Puerto » amène la CSC à revoir ses plans. Alors qu'il remporte le Tour d'Italie, Basso est cité par la presse espagnole parmi les coureurs soupçonnés par la police espagnole d'avoir été client du docteur Eufemiano Fuentes, acteur central d'un réseau de dopage arrêté en mai. La veille du départ, Basso, considéré comme étant impliqué dans l'affaire par l'Union cycliste internationale, est exclu du Tour, comme d'autres favoris dont l'Allemand Jan Ullrich, l'Espagnol Francisco Mancebo. Comme les autres coureurs exclus, Basso ne peut pas être remplacé. CSC prend donc le départ du Tour avec huit coureurs. L'équipe obtient trois victoires d'étapes lors de ce Tour, dont une par Jens Voigt à l'issue d'une échappée qui permet à l'Espagnol Óscar Pereiro de remporter le Tour. Avec la quatrième place finale de Sastre, CSC s'estime satisfaite de ce Tour. En août, Voigt dispute le Tour d'Allemagne. Vainqueur de la deuxième étape, il prend la tête du classement général trois jours plus tard. Il gagne les deux étapes suivantes, dont un contre-la-montre, et s'impose au classement général. Trois jours après cette course, il gagne le Tour de la Hainleite, puis le Tour de Bochum le lendemain. En septembre, il prend part au Tour de Pologne et au Drei-Länder-Tour. Sélectionné en équipe d'Allemagne pour les championnats du monde, il déclare forfait,. CSC est une nouvelle fois première au classement du ProTour. Jens Voigt est 31e du classement individuel.

#### 2007: deuxième victoire au Tour d'Allemagne
En février 2007, Voigt dispute le Tour de Californie, qu'il termine à la deuxième place, derrière Levi Leipheimer, tout en ayant remporté la 3e étape. En mars, il est sixième du Tour de Murcie et de Tirreno-Adriatico. Vainqueur de la deuxième étape du Critérium international au début du mois d'avril, il remporte le classement général de cette course pour la troisième fois. Il dispute ensuite le Tour du Pays basque, dont il gagne une étape, et les classiques ardennaises. Après le Tour de Suisse et les championnats d'Allemagne, il prend le départ de son dixième Tour de France, avec Carlos Sastre et Fränk Schleck pour leaders. Durant la première semaine de course, l'équipe CSC défend le maillot jaune de Fabian Cancellara, vainqueur de deux étapes. En figurant dans des échappées, Voigt se classe cinquième et quatrième des dixième et dix-septième étapes. Il termine 27e de ce Tour, son meilleur classement à cette course, à un peu plus d'une heure du vainqueur Alberto Contador. Carlos Sastre est quatrième. En août, Jens Voigt défend son titre au Tour d'Allemagne, et dit craindre que la course ne soit plus difficile pour lui qu'en 2006 à cause de l'arrivée au glacier du Rettenbach, à 2 671 mètres d'altitude,. Il prend la tête du classement général à l'issue de la deuxième étape, un contre-la-montre par équipes remporté par CSC. Lors de l'étape de montagne redoutée, il se classe deuxième en rivalisant avec des coureurs réputés meilleurs grimpeurs que lui, tels que Levi Leipheimer, récent troisième du Tour de France. Il garde par conséquent sa première place au classement général et assure sa victoire finale en gagnant l'avant-dernière étape, courue contre-la-montre. En septembre, il prend part au Tour de Pologne, où il finit douzième, et au Drei-Länder-Tour, qu'il termine à la deuxième place. Il achève sa saison aux championnats du monde, où l'équipe d'Allemagne a pour leaders Erik Zabel et Stefan Schumacher. Il abandonne au cours de la course en ligne.

#### 2008: dans l'équipe victorieuse sur le Tour de France

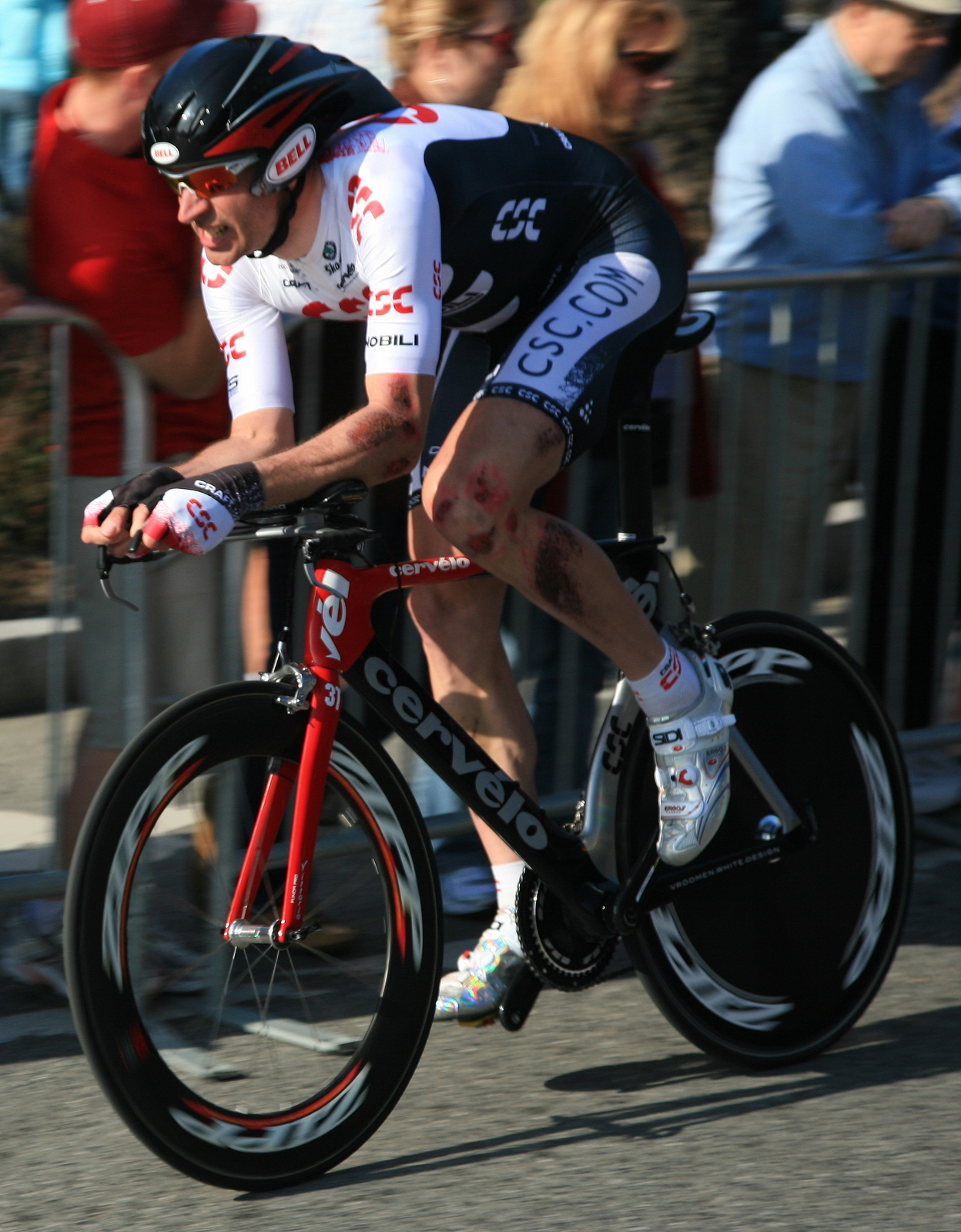
Jens Voigt au Tour de Californie 2008.

Jens Voigt commence sa saison 2008 avec le Tour de Californie et Paris-Nice. En mars, il obtient une quatrième victoire au Critérium international. En mai, il prend part au Tour d'Italie, dont il gagne la 18e étape. Après le Tour de Suisse en juin, il est cinquième et sixième des championnats d'Allemagne de la course en ligne et du contre-la-montre. Il prend part au succès de l'équipe CSC au Tour de France. Elle remporte le classement général avec l'Espagnol Carlos Sastre, vainqueur d'étape à l'Alpe d'Huez. Au départ de celle-ci, l'équipe disposait encore de deux autres chances de victoires avec les frères Schleck, qui finissent aux cinquième et onzième places. CSC remporte le classement par équipes. Jens Voigt est sélectionné pour représenter l'Allemagne aux Jeux olympiques à Pékin, avec Fabian Wegmann, Gerald Ciolek, Bert Grabsch et Stefan Schumacher. Il prend part à la course en ligne, qu'il ne termine pas. Après le Tour d'Allemagne et la Vattenfall Cyclassics, il remporte le Tour de Pologne, en y gagnant une étape individuelle et le contre-la-montre par équipes d'ouverture. Ayant décliné une nouvelle sélection en équipe d'Allemagne, il ne prend pas part aux championnats du monde.

#### 2009: cinquième victoire sur le Critérium international

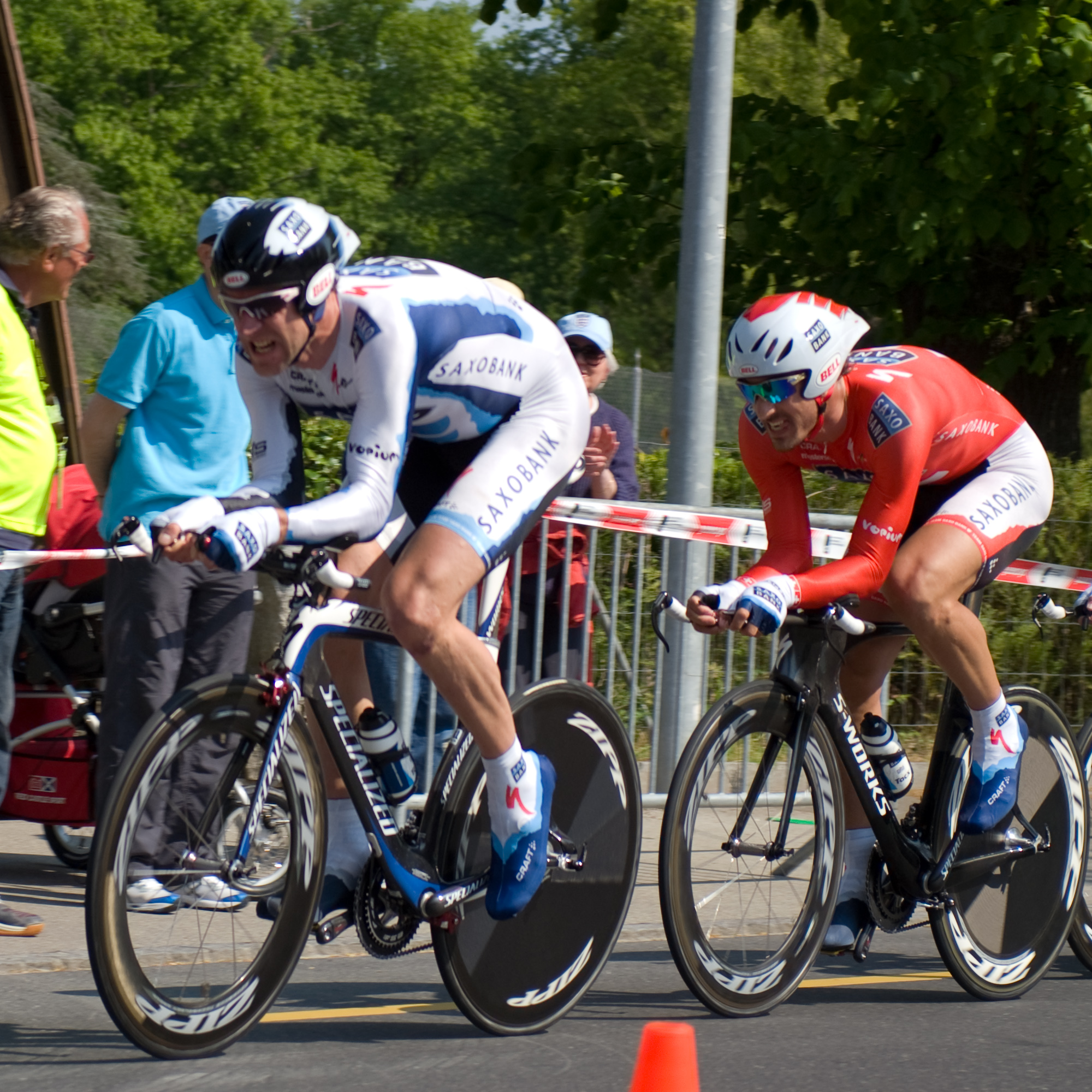
En contre-la-montre par équipes au Tour de Romandie 2009 (à droite, Fabian Cancellara).

En 2009, l'équipe CSC devient Saxo Bank. Jens Voigt commence la saison au Tour Down Under puis dispute le Tour de Californie, dont il prend la quatrième place, et Paris-Nice, où il est sixième. Au début du printemps, Jens Voigt remporte le Critérium international pour la cinquième fois. Il égale le record de Raymond Poulidor et Émile Idée, vainqueurs cependant à l'époque où cette course n'était pas internationale. En mai, après le Tour de Romandie, il dispute son troisième Tour d'Italie, qu'il termine à la 48e place. Le mois suivant, il finit septième du Tour de Slovénie et monte sur le podium du championnat d'Allemagne du contre-la-montre, derrière Bert Grabsch et Tony Martin. En juillet, il prend le départ du Tour de France à Monaco. Avec ses coéquipiers, il est troisième du contre-la-montre par équipes. Les leaders de Saxo Bank, Andy et Fränk Schleck, finissent aux deuxième et sixième places du classement général. Voigt ne termine pas ce Tour : lors de la seizième étape, il est victime d'une chute dans la descente du col du Petit-Saint-Bernard. Brièvement inconscient, il souffre d'une fracture de la mâchoire et d'un traumatisme crânien,. Il reprend la compétition en septembre, au Tour du Missouri.

#### 2010: dernière saison sous les ordres de Bjarne Riis
Après le Tour Down Under et le Challenge de Majorque, Jens Voigt obtient son premier « top 10 » de l'année 2010 au Tour d'Andalousie, qu'il termine à la quatrième place. En mars, il dispute Paris-Nice. Deuxième du prologue derrière Lars Boom, il s'empare du maillot jaune à l'issue de la troisième étape. Il le cède dès le lendemain à Alberto Contador, vainqueur d'étape à Mende et premier au classement final. Voigt termine cette épreuve à la cinquième place. Il dispute ensuite le Tour de Catalogne, dont il gagne une étape. Après le Tour du Pays basque et les classiques ardennaises en avril, il se rend au Tour de Californie, dont il prend la sixième place. En juin, il aide Fränk Schleck à gagner le Tour de Suisse et monte pour la sixième fois sur le podium du championnat national du contre-la-montre, toujours sans s'imposer. Il est cette fois devancé par Tony Martin et Patrick Gretsch. Il est ensuite à nouveau équipier des frères Schleck au Tour de France. Andy Schleck termine ce Tour à la deuxième place, à nouveau battu comme en 2009 par Contador, pour 39 secondes. Il se verra cependant attribuer la victoire au début de l'année 2012 en raison du déclassement de Contador, contrôlé positif durant la course. Durant la fin de l'été, Voigt dispute notamment l'Eneco Tour et les Grand Prix cycliste de Montréal et de Québec, nouvelles épreuves du calendrier mondial. Il ne fait pas partie de la sélection de neuf coureurs allemands appelés pour disputer la course en ligne des championnats du monde à Melbourne, avec le sprinter André Greipel pour leader.

### 2011-2014: chez Leopard puis RadioShack et Trek-Racing

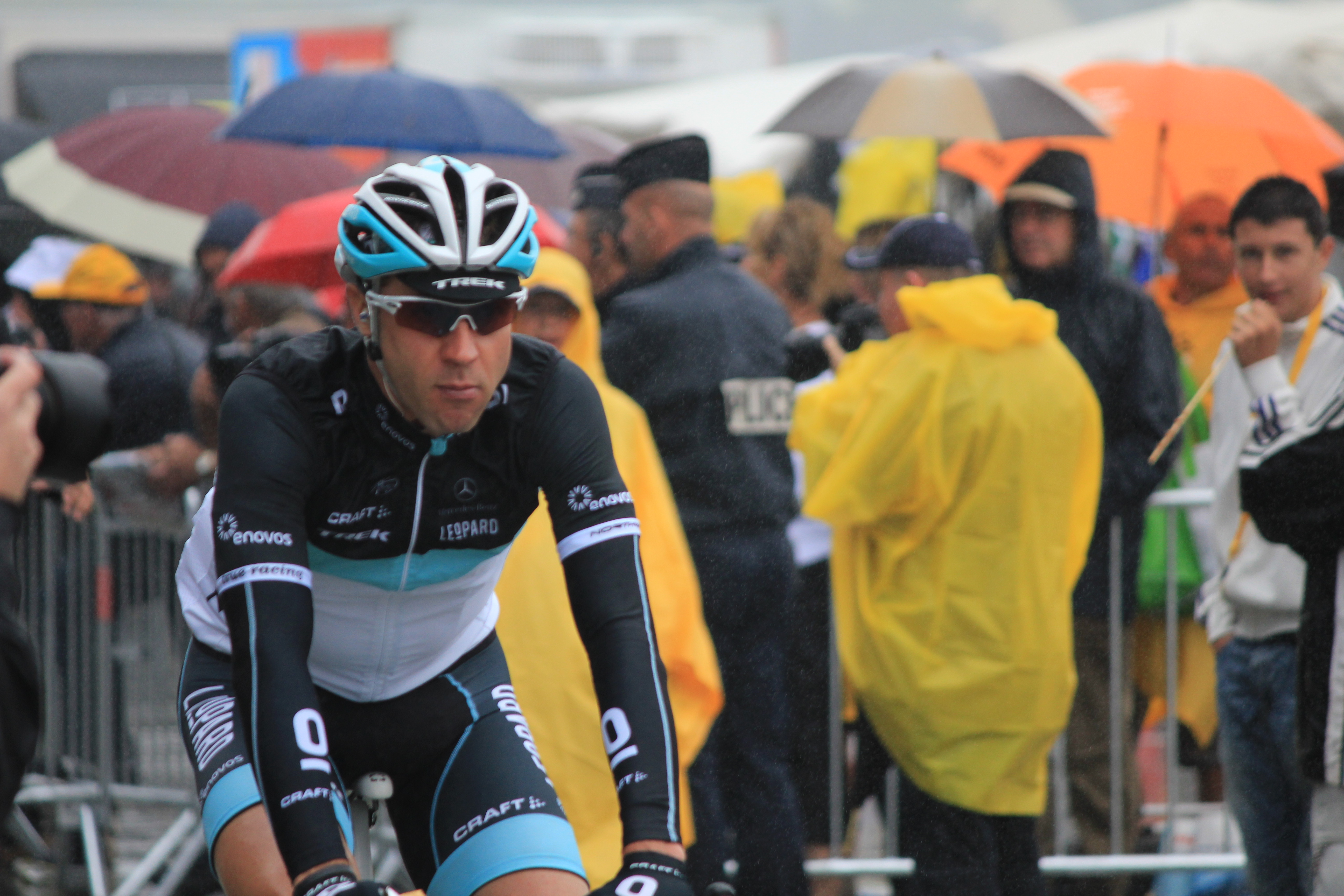
Pendant le Tour de France 2011.

En compagnie des frères Schleck, de Fabian Cancellara et de quatre autres coureurs de Saxo Bank, Jens Voigt rejoint en 2011 la nouvelle équipe luxembourgeoise Leopard-Trek, créée par Kim Andersen, ancien directeur sportif de Saxo Bank. Leopard-Trek obtient dès sa création une licence ProTeam, qui lui permet de participer à toutes les compétitions du calendrier de l'UCI World Tour. Âgé de 39 ans en début de saison, Jens Voigt est alors le plus vieux des coureurs du World Tour. Il prend part en début de saison à Paris-Nice, où il est sixième de la première étape, et au Critérium international, remporté par Fränk Schleck. En avril, il participe au Tour du Pays basque puis aux trois classiques ardennaises, qu'il ne termine pas. En mai, il se fracture le scaphoïde en tombant lors du Tour de Californie. Après le Tour de Suisse en juin, il est au départ du Tour de France, en Vendée, aux côtés d'Andy et Fränk Schleck. Ces derniers terminent la course aux deuxième et troisième place du podium, devancés cette fois par Cadel Evans, premier vainqueur australien du Tour. En août, Voigt se rend aux États-Unis disputer l'USA Pro Cycling Challenge-Tour du Colorado. Il s'y classe cinquième du prologue puis huitième d'une étape contre-la-montre. Leader de l'équipe Leopard-Trek au Tour de Grande-Bretagne en septembre, il s'y fracture un doigt et doit abandonner. Pour la première fois de sa carrière, il termine une saison sans victoire, devant se contenter de trois places parmi les dix premiers, et sans figurer au classement UCI.

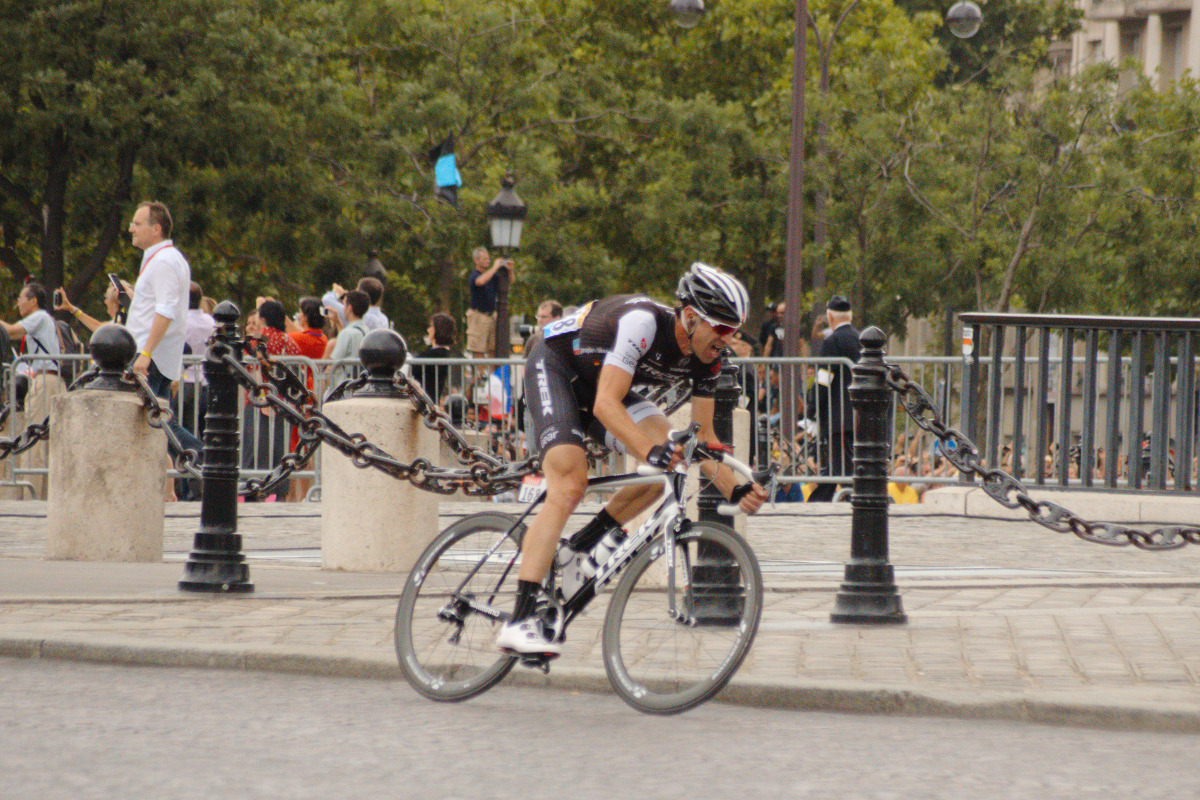
Pendant le Tour de France 2014.

En 2012, l'équipe Leopard-Trek fusionne avec l'équipe américaine RadioShack et devient RadioShack-Nissan. Voigt s'engage avec elle pour une saison. Il demeure le coureur le plus âgé du World Tour. Sur la sixième étape de Paris-Nice, Voigt fait partie d'une échappée au long cours qui se rend au bout, mais doit s'incliner au sprint face au seul coureur ayant pu le suivre, Luis León Sánchez. Il fait également bonne figure sur le Tour de Californie, où il participe aux échappées et fait rouler le peloton, terminant deuxième du contre-la-montre remporté par David Zabriskie. Au Tour de France, il termine troisième de la dixième étape après avoir été lâché sur les pentes du Col du Grand Colombier et avoir réussi à réintégrer le groupe de tête composé de quatre coureurs. Début août, il annonce dans une conférence de presse précédant le Tour de l'Utah qu'il continue la compétition pour une année de plus mais n'a pas encore fixé son choix sur une équipe pour la saison 2013. D'autres équipes le convoitent, soit Saxo Bank-Tinkoff Bank et Sky, mais Voigt décide quelques semaines plus tard de demeurer avec RadioShack. Quelques jours plus tard, il renoue avec le succès à plus de quarante ans en remportant la quatrième étape du Tour du Colorado disputée entre Aspen et Beaver Creek, à la faveur d'une échappée. Il se détache des fuyards sur le col de l'Independance Pass, une difficulté de catégorie 1 située dans le premier tiers de la course. Il parcourt le reste de l'épreuve seul, effectuant une chevauchée solitaire de plus de cent kilomètres. Il termine la saison à la 159e de l'UCI World Tour.
En 2013, il joue son rôle d'équipier et de capitaine de route sur le Tour Down Under, Paris-Nice et le Tour du Pays basque. Lors du Tour de Californie, il remporte en solitaire la cinquième étape, après avoir été à l'origine d'une bordure avec son équipe. En juillet, il dispute son seizième Tour de France. À 41 ans, il est le participant du Tour le plus âgé depuis Joaquim Agostinho en 1983.
En 2014, il effectue le dernier Tour de France de sa carrière et atteint à cette occasion le record de 17 participations.

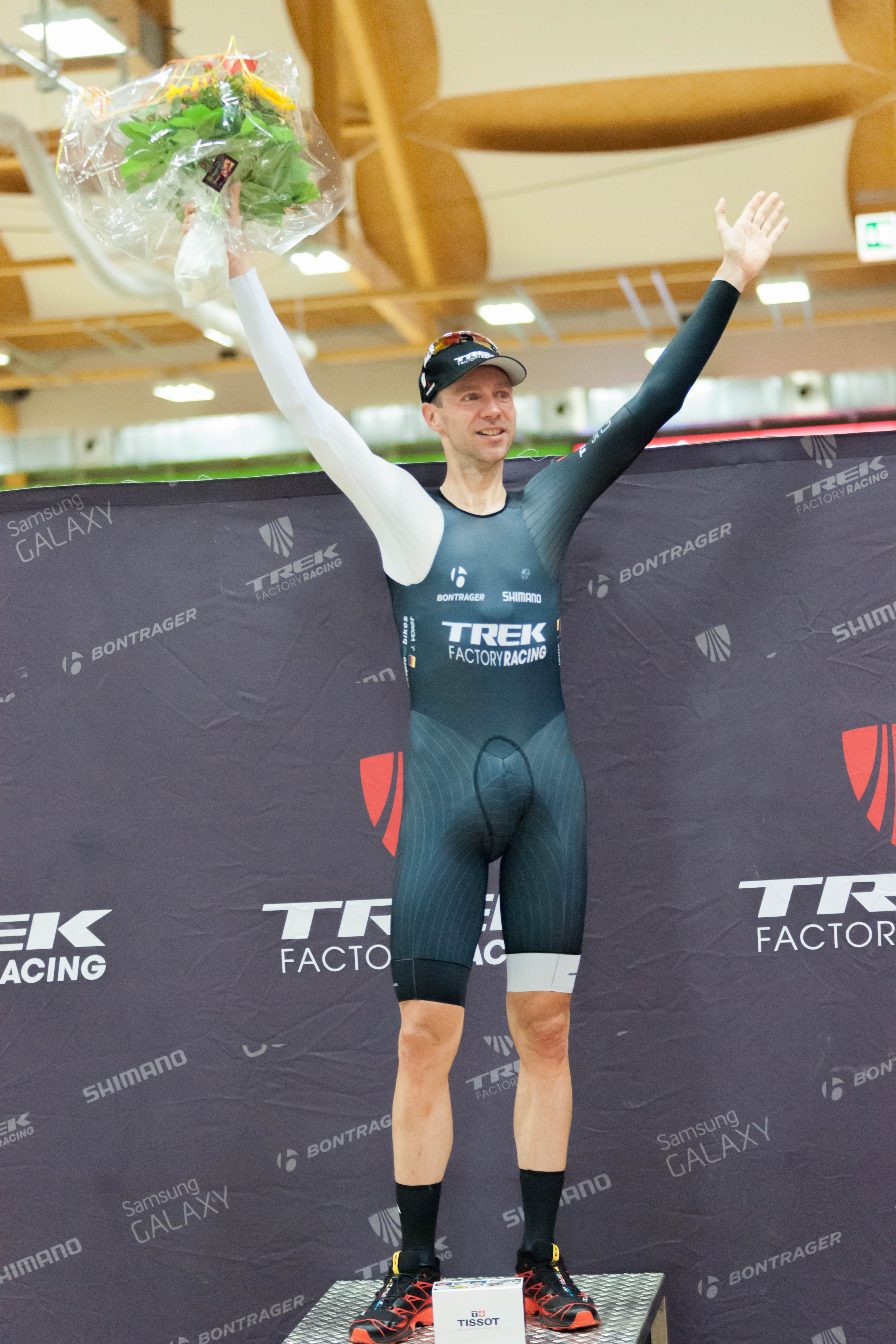
Sur le podium après son record de l'heure.

Il participe à sa dernière course sur route, à l'âge de 42 ans, le 24 août 2014 à l'issue du Tour du Colorado.

#### Record de l'heure
Le 3 septembre 2014, Voigt annonce qu'il veut tenter de battre le record UCI de l'heure, détenu depuis 2005 par Ondřej Sosenka en 49,7 km/h. La tentative doit avoir lieu le  18 septembre 2014 au Vélodrome Suisse de Granges,. L'idée de battre ce record date de juin 2014. Il reprend le travail effectué, au préalable, pour Fabian Cancellara (son coéquipier chez Trek Factory Racing), qui lui renonce pour cette année. À 43 ans, Voigt doit travailler sa position sur son vélo pour améliorer sa pénétration dans l'air. Le vélo utilisé pour la tentative est montré au public le 12 septembre. La tentative a lieu le lendemain des 43 ans de Voigt. Celle-ci sera retransmise par Eurosport et la chaine Youtube de l'UCI. Avant la tentative, plusieurs personnalités du cyclisme telles Bradley Wiggins, Eddy Merckx et Chris Boardman expriment leurs opinions selon lesquelles Voigt a des chances de battre ce record,.

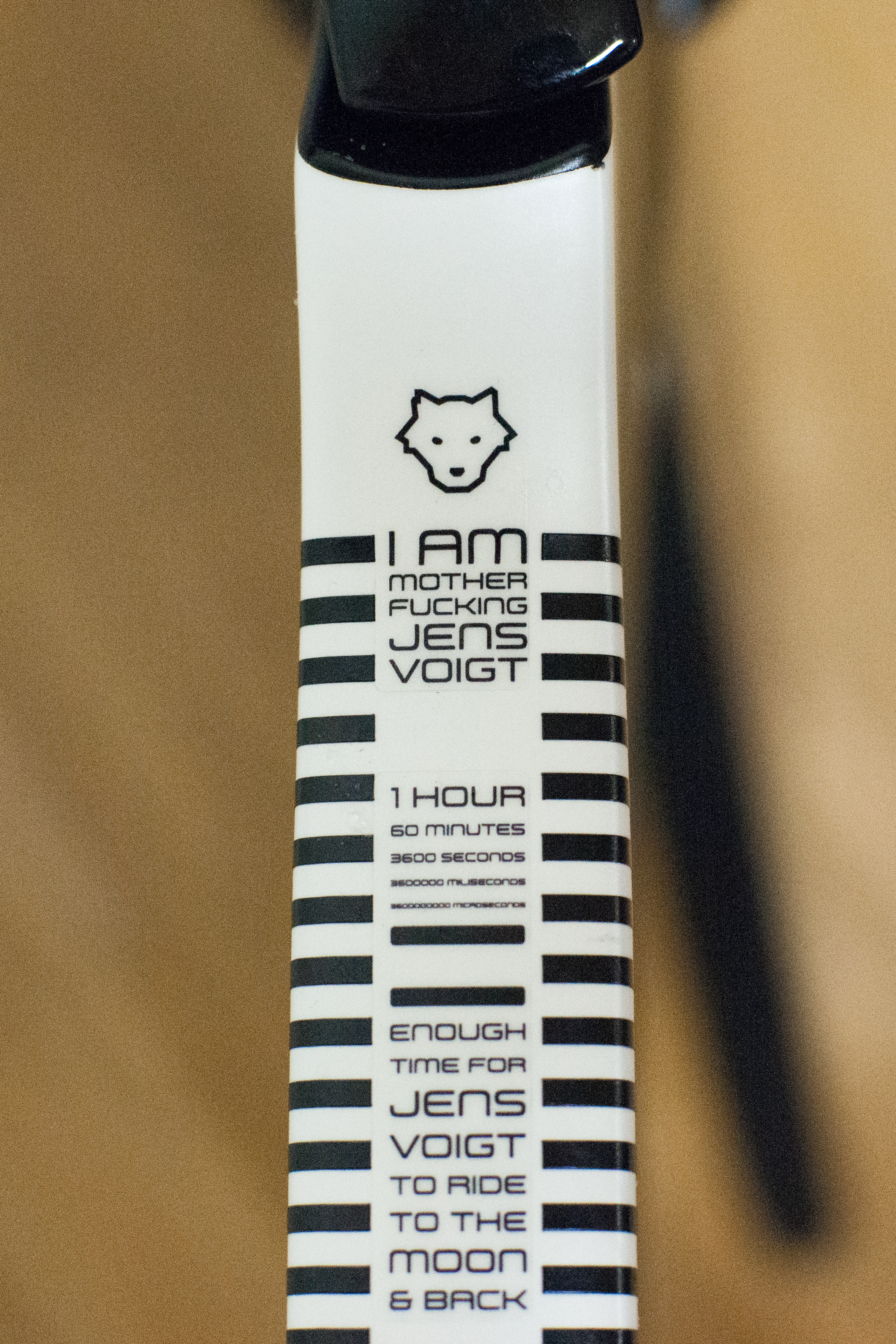
Message écrit sur le cadre du vélo.

Le record est battu. Devant un public de 1 600 personnes, Voigt parcourt 51,115 kilomètres durant une heure et bat le précédent record de 1,415 kilomètre,. Il dépasse la précédente marque lors du 199e tour. Voigt a utilisé une version modifiée du cadre Trek Speed Concept, avec deux roues pleines. Il a roulé avec un braquet de 54 × 14, soit un plateau de 54 dents à l'avant et un pignon fixe de 14 dents sur la roue arrière. Voigt s'est levé plusieurs fois au cours de la tentative, afin de relancer le vélo. Il a été plus rapide à la fin de l'épreuve qu'au début, parcourt quelques tours en moins de 17 secondes. Voigt est le plus vieux coureur et le premier Allemand à détenir ce record. La puissance moyenne lors de ce record est de 412 watts. Le président de l'UCI, présent lors du record, Brian Cookson, estime que cet évènement pour être le début d'une succession de nouvelles tentatives pour battre ce record. Le 30 octobre 2014, l'Autrichien Matthias Brändle devient le nouveau détenteur du record du monde de l'heure avec un total de 51,852 kilomètres parcourus dans l'heure soit 735 mètres de plus que Voigt,.

### L'après carrière
Il vit à Berlin avec sa femme. Le couple a six enfants.
Fin décembre 2014, il intègre le staff de l'équipe Trek Factory Racing, avec qui il a terminé sa carrière. Il est chargé de motiver et de  conseiller les coureurs, notamment pour leurs entraînements,. Il devient également ambassadeur de la marque Trek et aide au développement de nouveaux produits. Il a également créé une ligne de vêtements nommée « Shut up Legs ».
Le 2 janvier 2017, il réalise l'Everesting du Teufelsberg, dans le cadre d'une récolte de dons pour l'association Tour de Cure Australia.
En 2015, Il devient commentateur sur le Tour de France et le Tour de Californie pour la chaîne américaine NBC Sports,, puis en 2021 sur Eurosport Allemagne.

## Polémiques

### Tour de France 2004
Lors du Tour de France 2004, Voigt court pour l'équipe CSC, dont le leader est l'Italien Ivan Basso. Pour des raisons stratégiques, Voigt et son coéquipier Jakob Piil sont régulièrement présents dans les échappées matinales lors des étapes de montagne. Lors de la 15e étape, Jan Ullrich, alors à sept minutes du général, attaque dans le col de l'Echarasson, distançant le leader de la course Lance Armstrong et son dauphin Ivan Basso. L'équipe d'Armstrong étant incapable de revenir sur Ullrich, Voigt qui figure dans l'échappée reçoit l'ordre d'attendre pour aider Basso à défendre sa place. Après avoir vu Ullrich le reprendre puis le dépasser en attendant le groupe des leaders, Voigt parvient ensuite à lui seul à combler l'écart sur son compatriote. Le lendemain, lors du contre-la-montre sur l'Alpe d'Huez avec 900 000 spectateurs au bord de la route, Voigt se fait huer et insulter par les fans allemands qui le comparent à « Judas » en raison de ses efforts pour ruiner les chances de son compatriote. Voigt a critiqué la chaîne de télévision allemande ARD pour avoir lancé une chasse aux sorcières contre lui (notamment envers le commentateur Hagen Boßdorf). Il a expliqué qu'il était payé par l'équipe CSC, et non par l'Allemagne et a rappelé que grâce à son aide, Ullrich était devenu champion olympique en 2000.

### Point de vue sur le dopage
Voigt n'a jamais été contrôlé positif dans sa carrière. Il a allégué qu'il ne s'était jamais dopé et qu'il était toujours contre la pratique. À la fin du mois d'octobre 2012, il a écrit un article de blog pour aborder les troubles causés par l'affaire de dopage de Lance Armstrong et y a raconté ses expériences personnelles, déclarant qu'il « ne s'était tout simplement jamais dopé ». Voigt a soutenu qu'il lui était impossible d'imaginer qu'il serait considéré comme un dopé et un tricheur par ses enfants s'il prenait des drogues améliorant la performance.
Ancien coéquipier de Voigt et Armstrong, Tyler Hamilton qui a reconnu s'être dopé, a estimé que les propos de l'Allemand mettait en péril sa lutte contre le dopage. Si Hamilton n'a aucune preuve, il est convaincu que Voigt s'est dopé. Voigt a réagi en disant qu'il n'avait jamais entendu parler de dopage lorsqu'il faisait partie de l'équipe CSC. Hamilton a estimé que cette déclaration était comme « cracher dans mon visage » et « la chose la plus ridicule que j'ai lue dans ma vie »,,,
.

## Palmarès, résultats, classements

### Palmarès amateur
- 1991
  - Chrono olympique de Forst contre la montre par équipes avec l'équipe d'Allemagne N° 1 (avec Bernd Dittert, Siegfried Höbel, Jorg Welda)[106]
- 1992
  - Prologue du Tour d'Autriche
  - 2e du championnat d'Allemagne du contre-la-montre par équipes amateurs
  - 2e du Tour cycliste international de la Guadeloupe
- 1993
  -  Champion d'Allemagne du contre-la-montre par équipes amateurs (avec Jan Schaffrath et Rüdiger Knispel)
- 1994
  - Champion de Berlin
  - Classement général du Tour de Basse-Saxe
  - Classement général de la Course de la Paix
  - Classement général de la Commonwealth Bank Classic
  - 2e du Tour de Berlin
- 1995
  - Tour du Harz (de)
  - 8e étape du Tour de Normandie
  - 2e du Tour de Normandie
  - 3e du Tour de Rhénanie-Palatinat
- 1996
  - 6e étape du Rapport Toer
  - 2e étape du Tour de Hesse
  - 1re étape du Tour de Rhénanie-Palatinat
  - 4ea étape du Tour de Basse-Saxe (contre-la-montre par équipes)
  - Tour de Saxe :
    - Classement général
    - 2e étape

  -  Médaillé d'argent du championnat du monde militaires sur route
  - 2e de la Commonwealth Bank Classic
  - 3e du Rapport Toer

### Palmarès professionnel
| - 1997 - Prologue du Tour de Saxe - Tour de Basse-Saxe : - Classement général - 5eb étape - 2e du Tour de Langkawi - 3e de la Course de la Paix - 1998 - 5ea étape du Tour du Pays basque - 2e de la Polymultipliée de l'Hautil - 1999 - Grand Prix Breitling Karlsruhe (avec Chris Boardman) - Duo normand (avec Chris Boardman) - Classement général du Critérium international - 3e étape de la Route du Sud - 3e du Grand Prix des Nations - 9e de la Flèche wallonne - 9e du championnat du monde du contre-la-montre - 2000 - Cholet-Pays De Loire - Classement général du Tour de Bavière - 7e du championnat du monde du contre-la-montre - 2001 - Tour de Bavière : - Classement général - 2e étape (contre-la-montre) - 7e étape du Critérium du Dauphiné libéré - 5e (contre-la-montre par équipes) et 16e étapes du Tour de France - Grand Prix des Nations - Classement général du Tour du Poitou-Charentes - Duo normand (avec Jonathan Vaughters) - 1re étape de la Route du Sud - 2e du Tour de Pologne - 2e de la Route du Sud - 2002 - 3e étape du Critérium international (contre-la-montre) - 2e du Tour de Bavière - 3e du championnat d'Allemagne du contre-la-montre - 4e du Tour d'Allemagne - 6e de Paris-Nice - 2003 - 3e étape du Critérium international (contre-la-montre) - Tour du Poitou-Charentes : - Classement général - 4e étape (contre-la-montre) - Paris-Bourges - 2e du Critérium international - 2004 - Critérium international : - Classement général - 2e et 3e (contre-la-montre) étapes - 5e étape du Tour du Pays basque - Classement général du Tour de Bavière - LuK Challenge (avec Bobby Julich) - 4e étape du Tour du Danemark (contre-la-montre) - 2e du Tour d'Allemagne - 2e du Tour du Danemark - 3e du championnat d'Allemagne du contre-la-montre - 4e de Paris-Nice | - 2005 - 3e étape de l'Étoile de Bessèges - Tour méditerranéen : - Classement général - 1re et 3e étapes - Prologue de Paris-Nice (contre-la-montre) - 5ea étape du Tour du Pays basque - LuK Challenge (avec Bobby Julich) - 2e de Liège-Bastogne-Liège - 3e du championnat d'Allemagne du contre-la-montre - 4e de Paris-Nice - 2006 - Classement final de la Coupe d'Allemagne - 4e étape du Ster Elektrotoer - 13e étape du Tour de France - Tour d'Allemagne : - Classement général - 2e, 6e et 7e (contre-la-montre) étapes - Tour de la Hainleite - Tour de Bochum - 3e du championnat d'Allemagne sur route - 3e du championnat d'Allemagne du contre-la-montre - 2007 - Classement final de la Coupe d'Allemagne - 3e étape du Tour de Californie - Critérium international : - Classement général - 2e étape - 4e étape du Tour du Pays basque - Tour d'Allemagne : - Classement général - 2e (contre-la-montre par équipes) et 8e (contre-la-montre) étapes - 2e du Drei-Länder-Tour - 2e du Tour de Californie - 3e du Tour de Bavière - 6e de Tirreno-Adriatico - 2008 - Classement général du Critérium international - 18e étape du Tour d'Italie - Tour de Pologne : - Classement général - 1re (contre-la-montre par équipes) et 6e étapes - 2009 - Critérium international : - Classement général - 2e étape - 3e du championnat d'Allemagne du contre-la-montre - 6e de Paris-Nice - 2010 - Challenge de Majorque - 4e étape du Tour de Catalogne - 3e du championnat d'Allemagne du contre-la-montre - 5e de Paris-Nice - 2012 - 4e étape du Tour du Colorado - 2013 - 5e étape du Tour de Californie |

### Résultats sur les grands tours

#### Tour de France

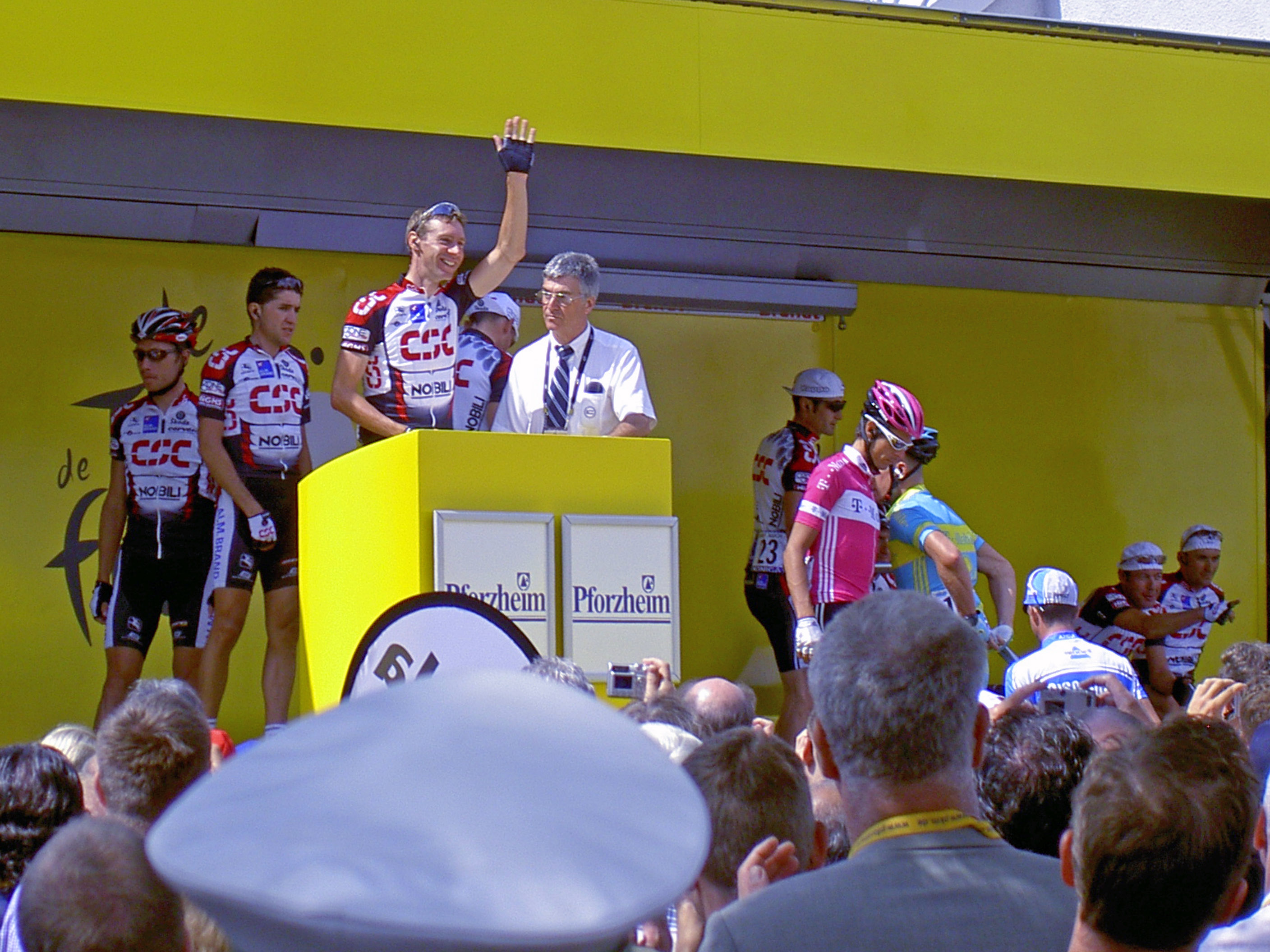
Au départ d'une étape du Tour de France 2005

Jens Voigt a participé à dix-sept Tours de France consécutifs depuis 1998. Il y a obtenu deux victoires d'étapes individuelles, en 2001 et 2006, et une victoire en contre-la-montre par équipes en 2001 avec le Crédit agricole. Il a porté le maillot jaune pendant une journée en 2001 et en 2005 et a obtenu sa meilleure place au classement général en 2007 (28e). Il a été deux fois un équipier du vainqueur du Tour : lors de l'édition 2008, remportée par Carlos Sastre, et lors du Tour de France 2010, dont la victoire a été attribuée en 2012 à Andy Schleck, après déclassement d'Alberto Contador.
- 1998 : 83e
- 1999 : 60e
- 2000 : 60e
- 2001 : 46e, vainqueur des 5e (contre-la-montre par équipes) et 16e étapes,  maillot jaune pendant 1 jour
- 2002 : 110e
- 2003 : abandon (11e étape)
- 2004 : 35e
- 2005 : hors délais (11e étape),  maillot jaune pendant 1 jour
- 2006 : 53e, vainqueur de la 13e étape
- 2007 : 28e
- 2008 : 37e
- 2009 : abandon (16e étape)
- 2010 : 126e
- 2011 : 67e
- 2012 : 52e
- 2013 : 67e
- 2014 : 108e

#### Tour d'Italie
3 participations
- 2006 : 37e
- 2008 : 53e, vainqueur de la 18e étape
- 2009 : 48e

## Classements mondiaux
Jusqu'en 2004, le classement UCI concerne tous les coureurs ayant obtenu des points lors de courses du calendrier international de l'Union cycliste internationale (324 courses en 2004). En 2005, l'UCI ProTour et les circuits continentaux sont créés, ayant chacun leur classement. De 2005 à 2008, le classement de l'UCI ProTour classe les coureurs membres d'équipes ProTour en fonction des points qu'ils ont obtenus lors des courses du calendrier UCI ProTour, soit 28 courses en 2005, 27 en 2006, 26 en 2007. En 2008, le calendrier du ProTour est réduit à 15 courses en raison du conflit entre l'UCI et les organisateurs de plusieurs courses majeures. Les trois grands tours, Paris-Roubaix, la Flèche wallonne, Liège-Bastogne-Liège, le Tour de Lombardie, Tirreno-Adriatico et Paris-Nice ne sont donc pas pris en compte dans le classement ProTour 2008. En 2009 et 2010, un « classement mondial UCI » remplace le classement ProTour. Il prend en compte les points inscrits lors des courses ProTour et des courses qui n'en font plus partie, regroupées dans un « calendrier historique », soit au total 24 courses en 2009 et 26 en 2010. Ce nouveau classement prend en compte les coureurs des équipes continentales professionnelles. En 2011, l'UCI ProTour devient l'UCI World Tour et reprend dans son calendrier les courses qui l'avaient quitté en 2008. Il comprend 27 courses en 2011 et son classement ne concerne plus que les coureurs membres des 18 équipes ProTeam.
Jens Voigt apparaît pour la première fois au classement UCI en 1996. Il obtient sa meilleure place en 2001 : 15e du classement UCI. Il figure parmi les 100 premiers de 1998 à 2010.
| Année                  | 1996 | 1997 | 1998 | 1999 | 2000 | 2001 | 2002 | 2003 | 2004 | 2005 | 2006 | 2007 | 2008 | 2009 | 2010 | 2011 | 2012 | 2013 | 2014 |
| ---------------------- | ---- | ---- | ---- | ---- | ---- | ---- | ---- | ---- | ---- | ---- | ---- | ---- | ---- | ---- | ---- | ---- | ---- | ---- | ---- |
| Classement UCI         | 124e | 267e | 61e  | 40e  | 53e  | 15e  | 75e  | 42e  | 19e  |      |      |      |      |      |      |      |      |      |      |
| Classement ProTour     |      |      |      |      |      |      |      |      |      | 29e  | 31e  | 24e  | 17e  |      |      |      |      |      |      |
| Calendrier mondial UCI |      |      |      |      |      |      |      |      |      |      |      |      |      | 97e  | 76e  |      |      |      |      |
| UCI World Tour         |      |      |      |      |      |      |      |      |      |      |      |      |      |      |      | nc   | 159e | nc   | 232e |

## Distinctions
- Cycliste allemand de l'année : 2005, 2006 et 2007